# Maaseik
Maaseik (fr. Maeseyck, Maseyk; lim. Mezeik) – miasto w północno-wschodniej Belgii, w Regionie Flamandzkim, w prowincji Limburgia, siedziba administracyjna okręgu Maaseik. 1 stycznia 2024 liczyło 25 823 mieszkańców. Leży nad rzeką Moza. Miejscowość graniczna z Niderlandami.  

## Podział administracyjny
W skład miasta wchodzą dwie dzielnice (deelgemeente):
- Neeroeteren
- Opoeteren

## Sport
W mieście ma siedzibę jeden z najbardziej utytułowanych belgijskich klubów siatkarskich VC Maaseik, wielokrotny mistrz kraju.

## Osoby

### urodzone w Maaseik
- Jan van Eyck (niderlandzki malarz, ok. 1390-1441)
- Vital Heynen (siatkarz i trener siatkówki, 1969-)

### związane z miastem
- Max Verstappen (kierowca F1, 1997-)

## Współpraca
Miejscowości partnerskie:
- Echt-Susteren, Niderlandy
- Wegberg, Niemcy